# Городская дума Нижнего Новгорода
Городская дума Нижнего Новгорода — муниципальный орган представительной власти в Нижнем Новгороде. Состоит из 35 депутатов, избираемых гражданами на муниципальных выборах на срок 5 лет по мажоритарной избирательной системе. Статус и полномочия Думы определяются уставом Нижнего Новгорода.

## История
Сведения о самом первом созыве городской думы появились в 1787 году. В документе содержатся протоколы заседаний как Общей, так и Шестигласной городской думы. Первый состав Нижегородской шестигласной думы был избран 6 (17) июля 1787 года. В него вошли: Василий Косарев — от настоящих городовых обывателей, Иван Нищенков — от посадских людей, Сергей Смирнов — от цеховых ремесленников, Яков Щепетильников — от купцов. А первое заседание гордумы состоялось уже 8 (19) июля 1787 года.

## Полномочия
Городская дума Нижнего Новгорода принимает планы и программы развития города, утверждает бюджет и отчет о его исполнении. Осуществляет контроль над исполнением полномочий по решению вопросов местного значения.
Кроме того, Дума принимает решения о вступлении Нижнего Новгорода в ассоциации муниципальных образований, о вступлении Городской думы в объединения представительных органов муниципальных образований. Утверждает договоры о сотрудничестве в рамках внешнеэкономической деятельности и побратимских связей. Определяет порядок образования и использования целевых бюджетных фондов. Утверждает генеральный план развития города, порядок установления размера платы за жилые помещения, регулирования цен на товары и услуги организаций коммунального комплекса, надбавок к тарифам для потребителей.

## Председатель городской думы
С 2010 по 2017 год обязанности председателя возлагались на главу города.
- Карнилин, Иван Николаевич — председатель Городской Думы 1994—2001
- Абышев, Сергей Владимирович — председатель Городской Думы 2001—2002
- Карнилин, Иван Николаевич — председатель Городской Думы 2002—2010
- Солонченко, Елизавета Игоревна — и.о председателя Городской Думы 2017—2018
- Барыкин, Дмитрий Зотович — председатель Городской Думы 2018—2020
- Лавричев, Олег Вениаминович — председатель Городской Думы 2020—2024

Председателем Городской думы VII созыва с 2024 года является Евгений Чинцов.

## Состав
Большинство членов Гордумы, избранной в 2020 году, принадлежит партии «Единая Россия».
Последние Выборы в Городскую думу Нижнего Новгорода прошли 13 сентября 2020 года. На карте нарушений от движения Голос зафиксировано 72 сообщения о нарушениях.
18 декабря 2019 года депутаты Городской думы Нижнего Новгорода одобрили переход со смешанной на мажоритарную систему выборов. В результате этого, количество депутатов в седьмом созыве уменьшилось с 47 до 35.
Городская Дума города Нижнего Новгорода состоит из 35 депутатов, избираемых на муниципальных выборах на основе всеобщего равного прямого избирательного права при тайном голосовании. Депутаты городской Думы избираются по одномандатным избирательным округам, образуемым на территории муниципального образования город Нижний Новгород, сроком на пять лет.
Депутат городской Думы города Нижнего Новгорода осуществляет свои полномочия, как правило, на непостоянной основе. На постоянной основе могут работать не более 10% от установленного настоящим Уставом количества депутатов городской Думы города Нижнего Новгорода. Осуществляющий свои полномочия на постоянной основе депутат городской Думы не вправе: заниматься предпринимательской деятельностью, участвовать в управлении коммерческой или некоммерческой организацией, входить в состав органов управления, попечительских или наблюдательных советов, иных органов иностранных некоммерческих неправительственных организаций. 